# Helius schildi
Helius schildi är en tvåvingeart som beskrevs av Alexander 1945. Helius schildi ingår i släktet Helius och familjen småharkrankar.
Artens utbredningsområde är Costa Rica. Inga underarter finns listade i Catalogue of Life.